# Arielulus torquatus
Arielulus torquatus  (Csorba & Lee, 1999) è un pipistrello della famiglia dei vespertilionidi endemico dell'isola di Taiwan.

## Descrizione

### Dimensioni
Pipistrello di piccole dimensioni, con la lunghezza dell'avambraccio tra 43 e 46.

### Aspetto
La pelliccia è lunga. Il colore generale del corpo è nero, con la punta dei peli della parte superiore bronzata, mentre quelli delle parti ventrali hanno la punta argentata. Una larga banda di peli color ocra brillante si estende sotto il mento attraverso la gola fino a formare un distinto collare. Il muso è corto e largo. Le orecchie sono nere, larghe, triangolari e con la punta arrotondata. Il trago è corto e leggermente piegato in avanti. Le membrane alari sono attaccate posteriormente alla base del quinto dito. La lunga coda è inclusa completamente nell'ampio uropatagio, il quale è ricoperto di peli all'estremità. Il calcar è lungo. Il cranio è massiccio con processi sopra-orbitali e lacrimali robusti. Il cariotipo è 2n=50 FNa=48.

## Distribuzione e habitat
Questa specie è endemica delle zone montane dell'isola di Taiwan.
Vive nelle foreste a circa 1.800 metri di altitudine.

## Conservazione
La IUCN Red List, considerato l'areale esteso e la popolazione stabile, classifica A.torquatus come specie a rischio minimo (Least Concern)).